# Turdoides chapini
Turdoides chapini é uma espécie de ave da família Leiothrichidae.
É endémica da República Democrática do Congo.
Os seus habitats naturais são: regiões subtropicais ou tropicais húmidas de alta altitude.
Está ameaçada por perda de habitat.